# SEA & SKY
『SEA & SKY』は、かつて潮書房が刊行していた無線操縦模型の月刊誌である。

## 概要
1973年8月に主にラジコン模型を扱う雑誌として創刊された。当時は高度経済成長が一段落して、趣味に時間、お金をかける余裕が出始めた頃だった。
同時期に他社から刊行されていた無線操縦関係の雑誌がラジコン自動車に主眼を置いた誌面構成が少なくなかったが、実物と同様の原理で作動する内燃機関や蒸気機関を搭載した本格的な無線操縦船舶模型や無線操縦飛行機や無線操縦ヘリコプターに主眼を置いた誌面構成だった。
特に船舶関連の記事には力を入れており、斎藤製作所製の模型蒸気機関を搭載した船舶模型の記事が連載されたりしていた。一般的には無線操縦模型誌での船舶関連の記事は夏場が増えるものの、同誌では年中船舶関連の記事があり、冬場には蒸気機関ならではの白い湯気が映える魅力を伝えるなど、一部のベテラン愛好家に配慮した記事構成だった。
内容はやや中堅層向きの内容で、ある一定水準以上の技術力、経済力を持つ読者層を対象としていた感があり、結果的に1980年代以降は発行部数が伸び悩み、休刊に至った。